# Kreuzkirche (Heidelberg-Wieblingen)

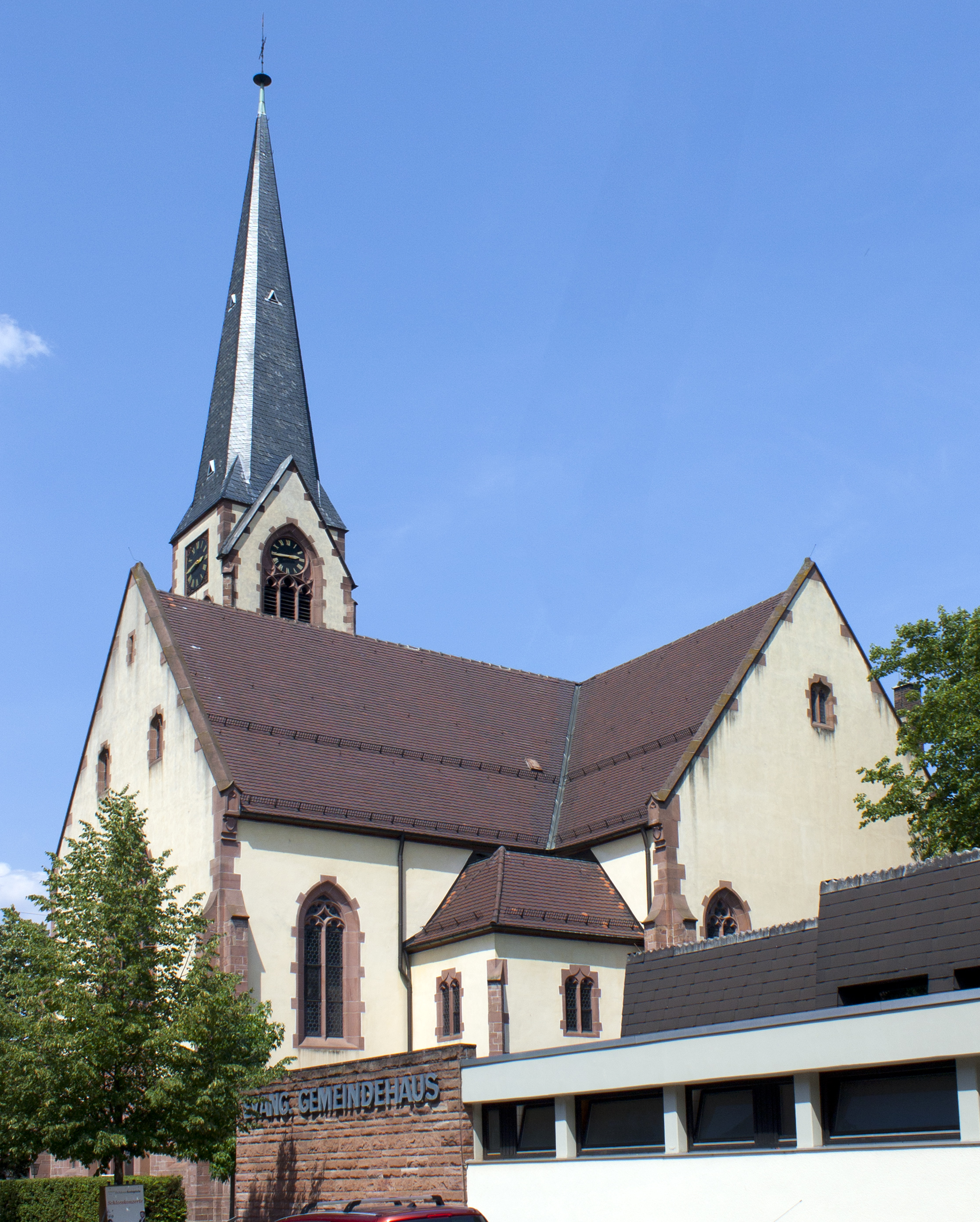
Die Kreuzkirche von Süden (2010)

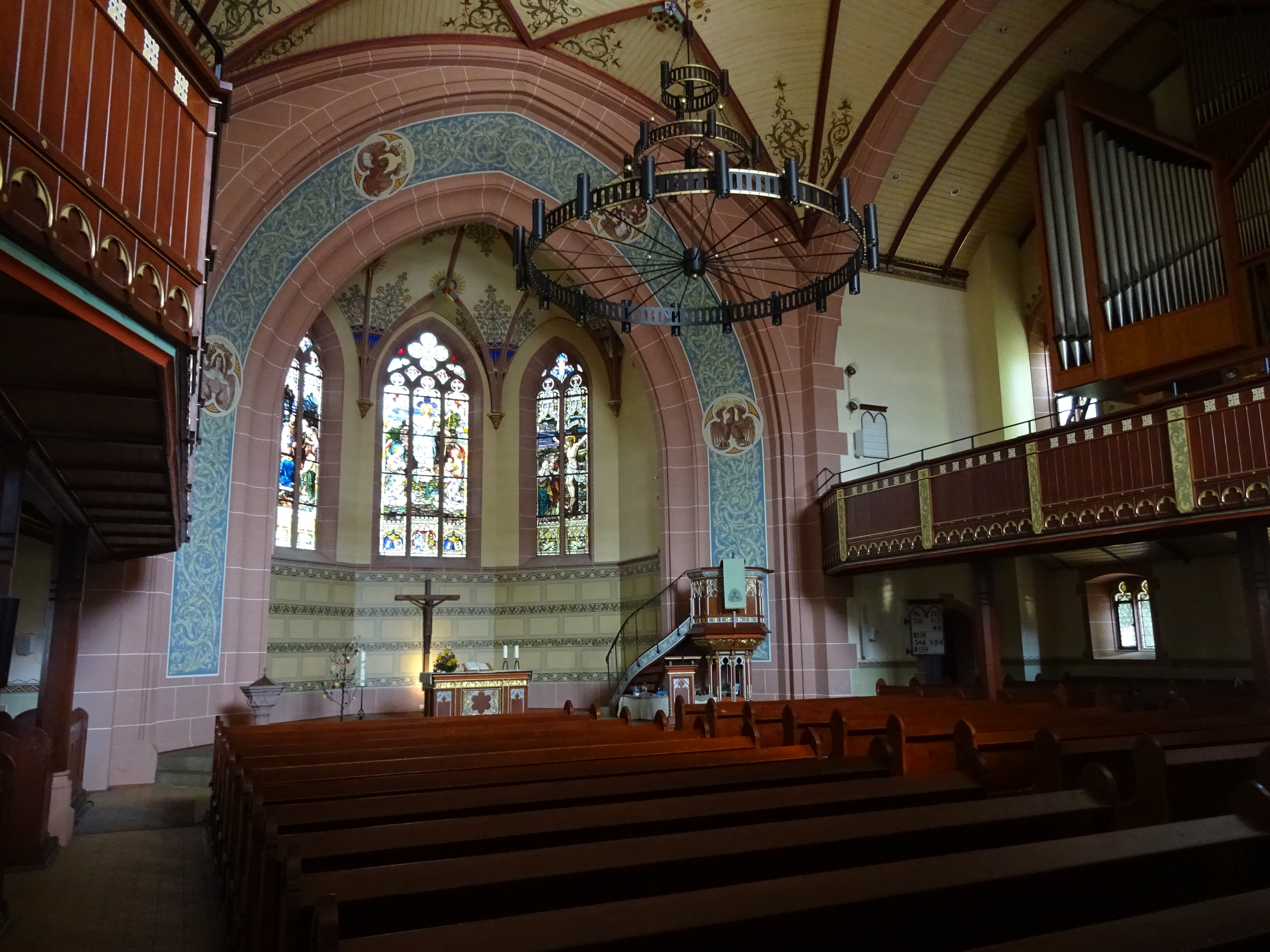
Innenansicht mit Chor und Orgelempore

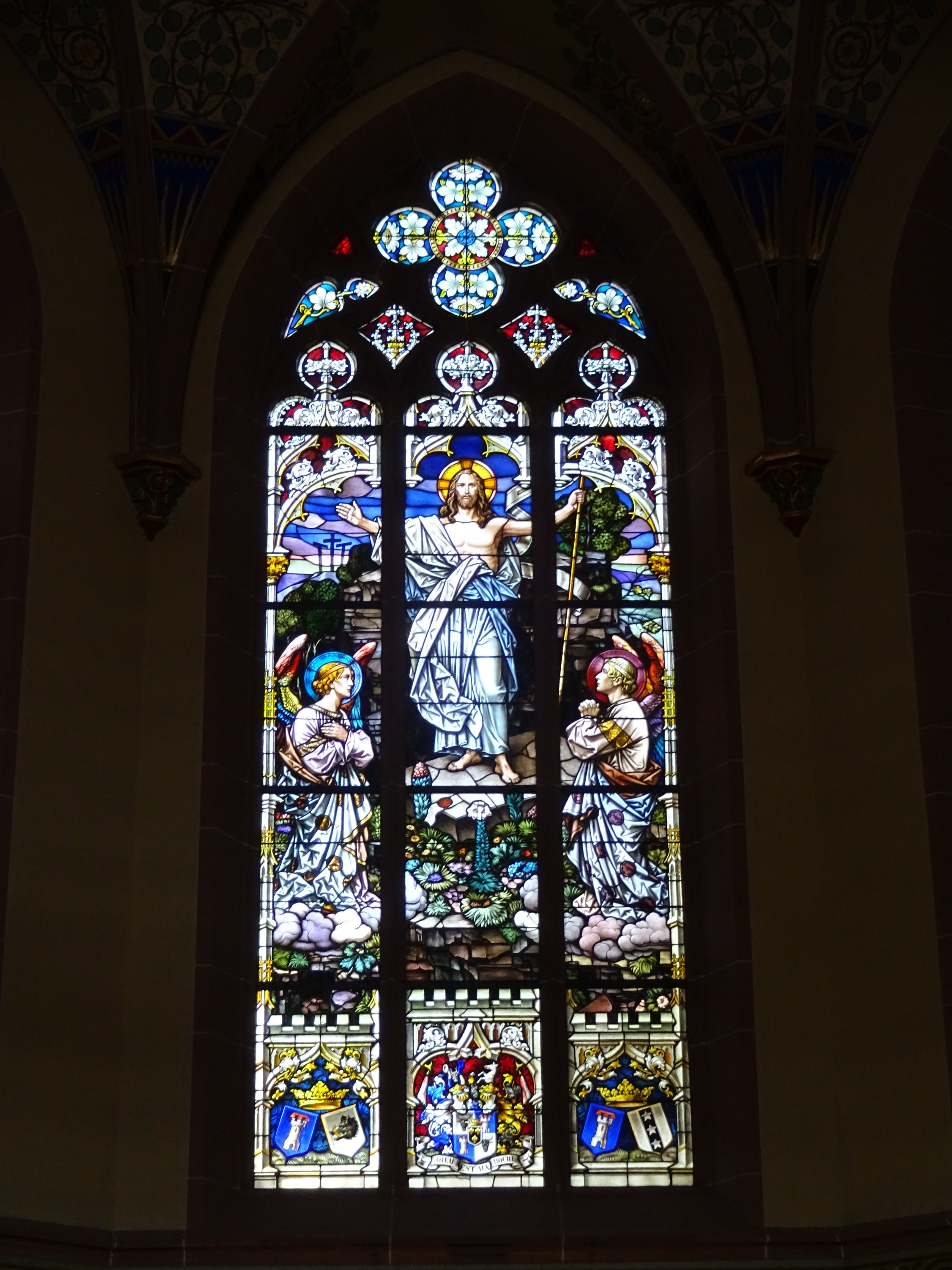
Chorfenster Auferstehung

Die Kreuzkirche ist eine neugotische evangelische Kirche im Heidelberger Stadtteil Wieblingen, die in den Jahren 1904 bis 1906 erbaut wurde. Sie steht unter Denkmalschutz.

## Geschichte
Von der Alten Pfarrkirche Wieblingen im Park der Elisabeth-von-Thadden-Schule sind nur noch Chor, Sakristei und Turm erhalten geblieben. Die Kirche aus dem 15. Jh. diente seit der Reformation zunächst als Simultankirche, später ausschließlich als evangelische Pfarrkirche. Im 19. Jh. wuchs die Zahl der Gemeindemitglieder stark; da die alte Pfarrkirche für eine Erweiterung nicht geeignet schien, entstanden seit den 1840er Jahren Pläne für einen Neubau. 1844 bot Freiherr von La Roche-Starkenfels, der Besitzer von Schloss Wieblingen und des Schlossparks, im Norden des Parks ein Grundstück im Tausch gegen den alten Kirchplatz an. Aufgrund von Streitigkeiten zwischen der politischen Gemeinde, der der Turm der Kirche gehörte, und den Kirchenbehörden dauerte es 60 Jahre, bis ein Neubau geplant wurde.
Die Pläne für den Bau stammten vom großherzoglichen badischen Oberbaudirektor Hermann Behaghel, der zahlreiche historistische Kirchenbauten in Baden entworfen hatte. In Heidelberg sind dies neben der Kreuzkirche die Johanneskirche in Neuenheim, die Christuskirche in der Weststadt und die Friedenskirche in Handschuhsheim.

## Beschreibung
Die Kreuzkirche folgt dem Typus der evangelischen Predigtkirche mit kreuzförmigem Grundriss. Drei Kreuzarme nehmen Emporen für die Gemeinde auf, beim vierten Kreuzarm folgte Behaghel nicht dem Wiesbadener Programm für den protestantischen Kirchenbau, das eine Orgelempore vorsieht, sondern gestaltete einen polygonalen Chor mit drei Fenstern. Die  von Rudolf Yelin entworfenen Fenster zeigen die Geburt, Kreuzigung und Auferstehung Christi. Anstelle eines Gewölbes wird der Kirchenraum nach oben von einer offenen, kunstvoll verzierten Dachkonstruktion aus Holz abgeschlossen. Die ursprüngliche farbige Fassung des Innenraums mit Rankenwerk wurde bei der Renovierung 1992/93 wiederhergestellt.